# Medeiros Neto
Medeiros Neto là một đô thị thuộc bang Bahia, Brasil. Đô thị này có diện tích 1245,749 km², dân số năm 2007 là 20561 người, mật độ 16,5 người/km².